# Hanoi
Hanoi, vagy vietnámiul Hà Nội Vietnám fővárosa. 1954 és 1976 között Észak-Vietnám, a 11. századtól egészen 1802-ig kisebb megszakításokkal az akkori Vietnám fővárosa volt.
A 2004-es becslések szerint 3 083 800 lakosa volt. 2014-es statisztikák szerint viszont már 7 067 000 lakosa volt.

## Földrajz

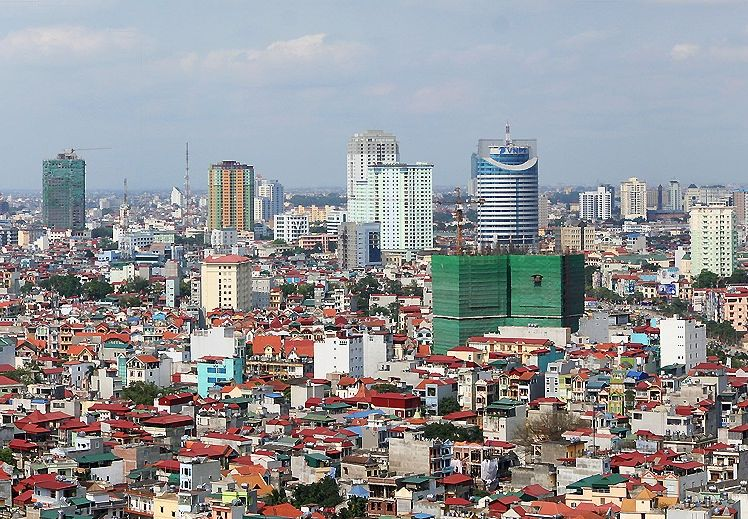
A város látképe

A város a Vörös-folyó jobb partján fekszik, Ho Si Minh-várostól 1760 km-re északra. Tengerszint feletti magassága 26 méter.

### Éghajlat
Hanoi éghajlata nedves szubtrópusi, melyet magas hőmérséklet és bőséges csapadék jellemez. A nyári évszak májustól szeptemberig tart, forró és párás, ekkor hullik le az éves csapadékmennyiség nagy része. A tél novembertől márciusig tart, viszonylag enyhe, száraz. Jellemző a köd is, január-márciusban csak pár órára süt ki a nap a városban.
| Hónap                                                  | Jan. | Feb. | Már. | Ápr. | Máj. | Jún. | Júl. | Aug. | Szep. | Okt. | Nov. | Dec. | Év   |
| ------------------------------------------------------ | ---- | ---- | ---- | ---- | ---- | ---- | ---- | ---- | ----- | ---- | ---- | ---- | ---- |
| Rekord max. hőmérséklet (°C)                           | 33,0 | 34,0 | 37,0 | 39,0 | 43,0 | 40,0 | 40,0 | 38,0 | 37,0  | 36,0 | 36,0 | 37,0 | 43,0 |
| Átlagos max. hőmérséklet (°C)                          | 19,3 | 19,9 | 22,8 | 27,0 | 31,5 | 32,6 | 32,9 | 31,9 | 30,9  | 28,6 | 25,2 | 21,8 | 27,1 |
| Átlaghőmérséklet (°C)                                  | 16,5 | 17,5 | 20,5 | 24,2 | 27,9 | 29,2 | 29,5 | 28,8 | 27,8  | 25,3 | 21,9 | 18,6 | 24,0 |
| Átlagos min. hőmérséklet (°C)                          | 13,7 | 15,0 | 18,1 | 21,4 | 24,3 | 25,8 | 26,1 | 25,7 | 24,7  | 21,9 | 18,5 | 15,3 | 20,9 |
| Rekord min. hőmérséklet (°C)                           | 3,0  | 5,0  | 7,0  | 10,0 | 16,0 | 21,0 | 22,0 | 21,0 | 17,0  | 13,0 | 6,0  | 5,0  | 3,0  |
| Átl. csapadékmennyiség (mm)                            | 18   | 26   | 43   | 90   | 188  | 240  | 288  | 318  | 265   | 130  | 43   | 23   | 1672 |
| Havi napsütéses órák száma                             | 68   | 45   | 43   | 81   | 164  | 156  | 182  | 164  | 162   | 164  | 126  | 108  | 1463 |
| Forrás: World Meteorological Organisation, BBC Weather |      |      |      |      |      |      |      |      |       |      |      |      |      |

## Története
A kínai uralom alatt még Tống Bình, majd Long Đỗ néven volt ismert. 866-ban területén fellegvár épült, és neve Đại Nam lett. Lý Thái Tổ, a Lý-dinasztia első uralkodója 1010-ben az ország fővárosát Đại Namba helyezte át. Nevét Thăng Longra (felszálló sárkány) változtatta, mert állítólag egy sárkányt látott felszállni a Vörös-folyóról. 1397-ig az ország fővárosa maradt, amikor az irányítás Thanh Hóaba, más néven Tây Đôba (nyugati főváros) költözött. Thăng Long neve ekkor Đông Đô, azaz keleti főváros lett.
1408-ban a kínai Ming-dinasztia csapatai megszállták Vietnámot, és Đông Đô új neve Đông Quan (keleti átjáró) lett. 1428-ban, mikor Lê Lợi, a Lê-dinasztia alapítója felszabadította az országot, a város a Đông Kinh (keleti főváros; ugyanazokkal a karakterekkel írva, mint Tokió; az európaiak Tonkin néven ismerik) nevet kapta. A Tây Son-dinasztia később a Bắc Thành-ra (északi fellegvár) keresztelte.
1802-ben létrejött a Nguyễn-dinasztia, és fővárosát a mai Huếbe költöztette. Ekkor a város 1831-ig ismét Thăng Long néven volt ismert, amikor is elnyerte mai nevét: Hà Nội (a folyókanyarban).
Hanoit 1873-ban megszállták a franciák, és 1887-ben megtették Francia Indokína fővárosának.
1940-től 1945-ig a várost a Japánok uralták, majd felszabadulása után a vietnámi kormány székhelye lett. 1946 és 1954 között heves harcok folytak a franciák és a Việt Minh erői közt, ami után Hanoi a független Észak-Vietnám fővárosává vált.
A vietnámi háború során a város hídjait és vasútvonalait szétbombázták, bár ezeket hamar rendbe hozták. 1976. július 2-án, az északi és déli országrész egyesítésével Hanoi ismét egész Vietnám fővárosa lett.

## Nevezetességei

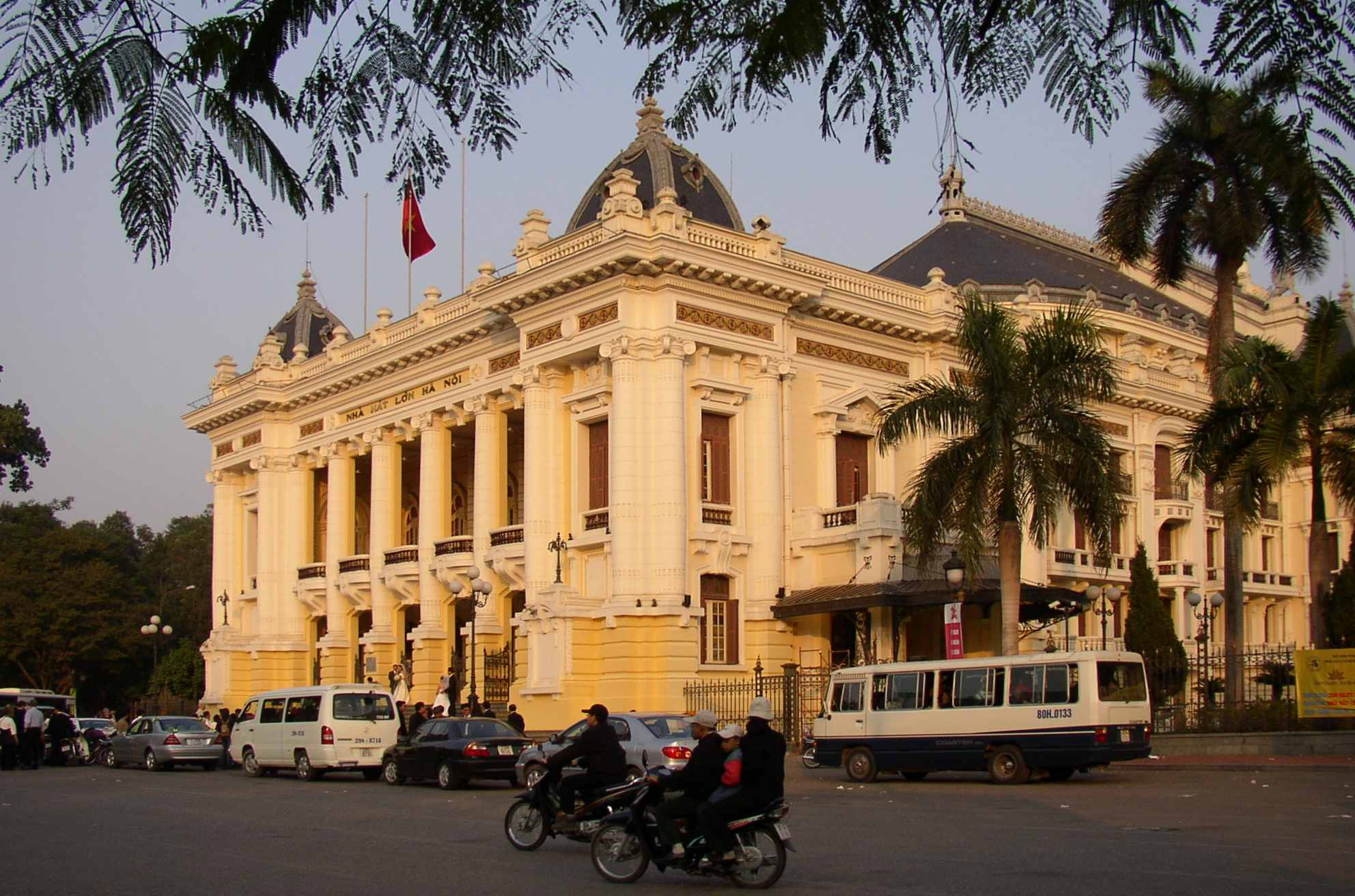
A hanoi operaház

Itt található a Ho Si Minh-mauzóleum, a Nemzeti Történelmi Múzeum, a Forradalmi Múzeum, a Nemzeti Szépművészeti Múzeum, az Irodalom Temploma, az Egyoszlopos Pagoda, Hanoi Zászlótornya, és számos történelmi látványosság.
- Óváros: A város régi negyede híres kézműveseiről és kereskedőiről, és számos selyemüzletéről.
- Hoan Kiem-tó
- A Jáde-hegység temploma
- Az irodalom temploma
- Ho Si Minh-lakóház
- Vietnámi Nemzeti Egyetem
- Operaház
- Etnológiai múzeum

## Testvérvárosok
- Ankara, Törökország
- Bangkok, Thaiföld
- Hong Kong, Kína
- Jakarta, Indonézia
- Manila, Fülöp-szigetek
- Minszk, Belarusz
- Moszkva, Oroszország
- Nur-Szultan, Kazahsztán
- Palermo, Olaszország
- Peking, Kína
- Phnompen, Kambodzsa
- Pretoria, Dél-afrikai Köztársaság
- Szöul, Dél-Korea
- Toulouse, Franciaország
- Varsó, Lengyelország
- Victoria, Seychelle-szigetek

Testvérrégió:
- Fukuoka prefektúra, Japán